# Флиндърс (река)
Флиндърс (на английски: Flinders River) е река в североизточната част на Австралия, най-голямата в щата Куинсланд, вливаща се в залива Карпентария на Арафурско море. Дължината ѝ е 1004 km, а площта на водосборния басейн – 109 000 km².
Река Флиндърс води началото си на 845 m н.в. от югозападния склон на хребета Грегъри, който е съставна част на Голямата вододелна планина. До град Хюенден тече в южна посока, до Максуелтън – в западна, до устието на най-големия си приток Клонкъри – в северозападна, а след това до устието си – в северна. Протича през сухи полупустинни райони. Влива се чрез два ръкава (западен – Флиндърс и източен Байно) в най-южната част на залива Карпентария на Арафурско море. Основните ѝ притоци са: леви – Уолкър (362 km), Алик Крийк (694 km), Клонкъри (994 km); десни – Хазълууд (297 km), Саксби. Среден годишен отток 16 m³/s. Има ясно изразено лятно пълноводие (от януари до март), а от юни до октомври пресъхва, с изключение на най-долното ѝ течение (след устието на река Саксби).
Устието на река Флиндърс е открито през 1841 г. от английския морски офицер Джон Стоукс, капитан на знаменития кораб „Бигъл“, който наименува новооткритата река в чест на видния английски изследовател на бреговете на Австралия Матю Флиндърс.